# Bärenherz
Die Bärenherz Stiftung ist eine fördernde Stiftung  des privaten Rechts mit Sitz in Wiesbaden. Sie wurde 2002 als Teil des IFB-Stiftungsnetzwerks mit dem Ziel gegründet, Projekte und Einrichtungen wie zum Beispiel Kinderhospize für schwerstkranke und schwerstbehinderte Kinder und Jugendliche sowie deren Familien zu unterstützen. Zur Stiftung gehören Kinderhospize in Wiesbaden und Markkleeberg bei Leipzig.

## Geschichte

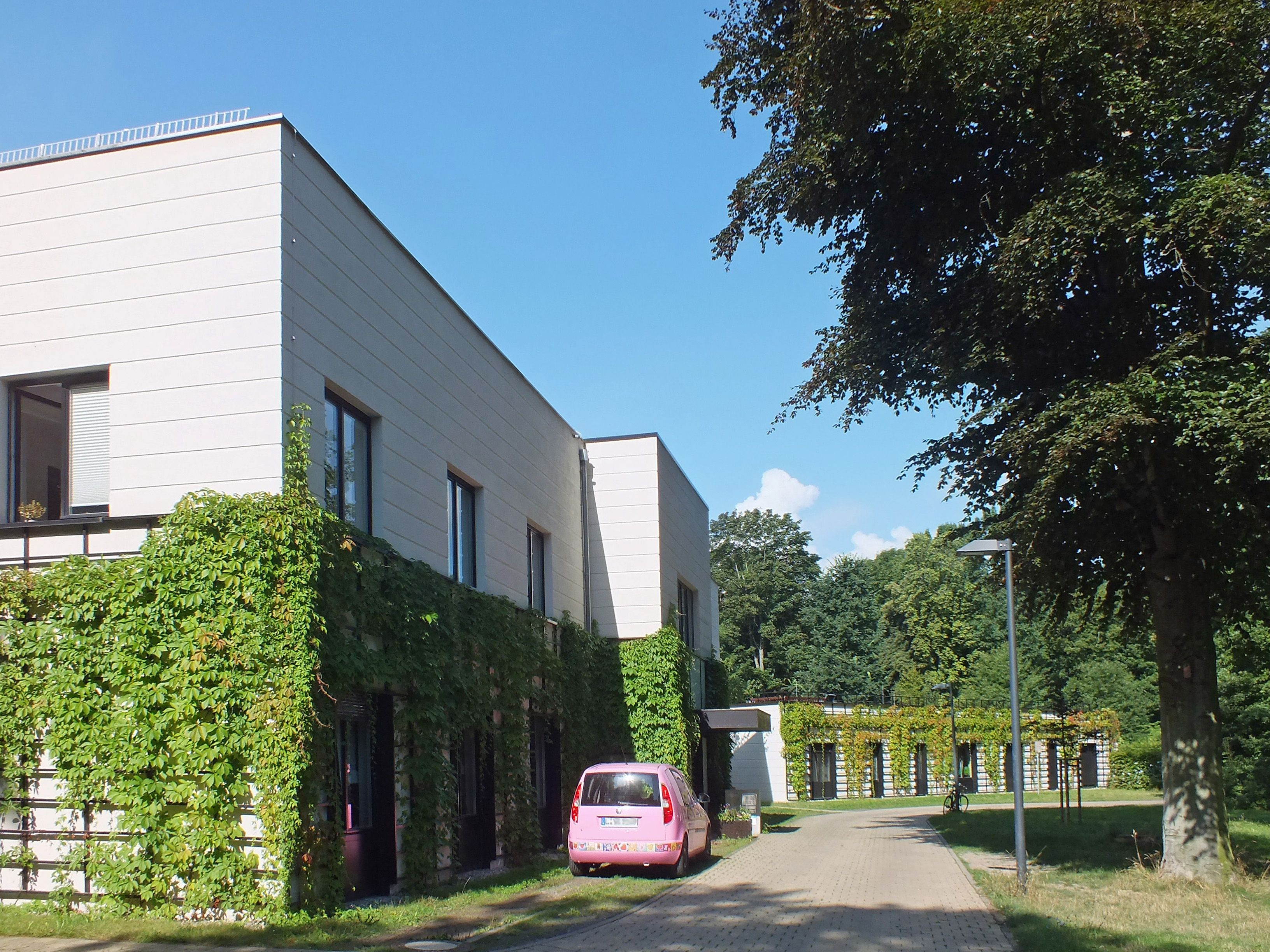
Bärenherz im Kees’schen Park in Markkleeberg

Die Stiftung geht auf die Spendeninitiative Bärenherz zurück, die 1999 von Wolfgang Groh gegründet wurde. 2002 wurde das bis dahin gesammelte Geld in eine Stiftung überführt. Im April 2002 wurde in Wiesbaden-Erbenheim ein Kinderhospiz eröffnet, das erste in Hessen und zweite der Bundesrepublik. Im August 2012 bezog das Hospiz einen Neubau. Ein zweites Kinderhospiz eröffnete 2005 in Leipzig, das im Mai 2008 in einen Neubau im Kees’schen Park in Markkleeberg bei Leipzig umziehen konnte.
Außerdem unterstützt die Stiftung die Wohneinrichtung „Kinderhaus Nesthäkchen“ für Kinder und Jugendliche mit schweren- und mehrfach Behinderungen in Laufenselden.
Die Trägerschaft für die Hospize in Wiesbaden und Markkleeberg übernahm am 1. Januar 2012 die von der Bärenherz Stiftung gegründete Bärenherz Kinderhospize gGmbH.

## Auszeichnungen
Die Stiftung wurde 2008 mit dem Bambi in der Kategorie Engagement ausgezeichnet. 2014 bekam sie die Georg-August-Zinn-Medaille verliehen.